# خاچیک بادالیان
خاچیک (رازمیک) آرمناکی بادالیان (ارمنی: Խաչիկ (Ռազմիկ) Արմենակի Բադալյան زاده ۲۸ ژوئیهٔ ۱۹۴۰) یک بازیگر اهل ارمنستان است. وی از سال میلادی تاکنون مشغول فعالیت بوده‌است.

## زندگی‌نامه
وی در ۲۸ ژوئیهٔ ۱۹۴۰ در لنیناکان به دنیا آمد. وی در تئاتر دراماتیک دولتی وارطان آجمیان گیومری، فرهنگستان دولتی تئاتر سوندوکیان فعالیت می‌کرد.  وی همچنین برندهٔ جوایزی همچون مدال موسس خورناتسی (۲۰۰۹)، هنرمند مردمی جمهوری ارمنستان (۲۰۱۵)، هنرمند شایسته ارمنستان شوروی (۱۹۸۹) و  مدال طلای اتحادیه کارگردان تئاتر ارمنستان (۲۰۱۳) شده‌است.

## یادداشت
1. ↑  (ՀԹԳՄ Ոսկե մեդա (Հայաստանի թատերական գործիչների միություն